# Windsor Township (comté de Henry, Missouri)
Windsor Township est un township du comté de Henry dans le Missouri, aux États-Unis,.
Le township est baptisé en référence à la ville de Windsor dans le Missouri.

## Source de la traduction
- (en) Cet article est partiellement ou en totalité issu de l’article de Wikipédia en anglais intitulé « Windsor Township, Henry County, Missouri » (voir la liste des auteurs).